# Challenger de Recanati
El Guzzini Challenger es un torneo de tenis de categoría Challenger que se disputa anualmente en las canchas de cemento outdoor del Circolo Tennis Francesco Guzzini en la localidad italiana de Recanati desde el año 2003.

## Finales

### Individuales
| Año  | Campeón            | Finalista          | Resultado       |
| ---- | ------------------ | ------------------ | --------------- |
| 2017 | Viktor Galović     | Mirza Bašić        | 7–64, 6–4       |
| 2016 | Illya Marchenko    | Ilya Ivashka       | 6-4, 6-4        |
| 2015 | Mirza Bašić        | Ričardas Berankis  | 6–4, 3–6, 7–64  |
| 2014 | Gilles Müller      | Ilija Bozoljac     | 6-1, 6-2        |
| 2013 | Thomas Fabbiano    | David Guez         | 6-0, 6-3        |
| 2012 | Simone Bolelli     | Fabrice Martin     | 6-3, 6-2        |
| 2011 | Fabrice Martin     | Kenny de Schepper  | 6-1, 6-76, 7-63 |
| 2010 | Stéphane Bohli     | Adrian Mannarino   | 6-0, 3-6, 7-65  |
| 2009 | Stéphane Bohli     | Andrey Golubev     | 6-4, 7-64       |
| 2008 | Horacio Zeballos   | Grega Žemlja       | 6-3, 6-4        |
| 2007 | Wang Yeu-tzuoo     | Andrey Golubev     | 6-3, 3-6, 6-4   |
| 2006 | Davide Sanguinetti | Simone Bolelli     | 6-4, 3-0r       |
| 2005 | Davide Sanguinetti | Daniele Bracciali  | 6-4, 4-6, 6-3   |
| 2004 | Uros Vico          | Andrea Stoppini    | 6-75, 6-4, 6-4  |
| 2003 | Daniele Bracciali  | Massimo Dell'Acqua | 7-60, 6-3       |

### Dobles
| Año  | Campeones                         | Finalistas                               | Resultado        |
| ---- | --------------------------------- | ---------------------------------------- | ---------------- |
| 2017 | Jonathan Eysseric Quentin Halys   | Julian Ocleppo Andrea Vavassori          | 7–63, 6–4, 12–10 |
| 2016 | Kevin Krawietz Albano Olivetti    | Ruben Bemelmans Adrián Menéndez-Maceiras | 6–3, 7–64        |
| 2015 | Divij Sharan Ken Skupski          | Ilija Bozoljac Flavio Cipolla            | 4–6, 7–63, 10–6  |
| 2014 | Ilija Bozoljac Goran Tošić        | James Cluskey Laurynas Grigelis          | 5-7, 6-4, 10-5   |
| 2013 | Ken Skupski Neal Skupski          | Gianluigi Quinzi Adelchi Virgili         | 6-4, 6-2         |
| 2012 | Brydan Klein Dane Propoggia       | Marin Draganja Dino Marcan               | 7-5, 2-6, 14-12  |
| 2011 | Frederik Nielsen Ken Skupski      | Federico Gaio Purav Raja                 | 6-4, 7-5         |
| 2010 | Jamie Delgado Lovro Zovko         | Charles-Antoine Brézac Vincent Stouff    | 7-66, 6-1        |
| 2009 | Frederik Nielsen Joseph Sirianni  | Adriano Biasella Andrey Golubev          | 6-4, 3-6, 10-6   |
| 2008 | Benedikt Dorsch Björn Phau        | Yu Xin-yuan Zeng Shao-Xuan               | 6-3, 7-5         |
| 2007 | Fabio Colangelo Sergiy Stakhovsky | Yu Xin-yuan Zeng Shao-Xuan               | 1-6, 7-63, 10-7  |
| 2006 | Simone Bolelli Davide Sanguinetti | Sebastian Rieschick Viktor Troicki       | 6-1, 3-6, 10-4   |
| 2005 | Uros Vico Lovro Zovko             | Farrukh Dustov Evgeny Korolev            | 7-62, 4-3r       |
| 2004 | Massimo Dell'Acqua Uros Vico      | Daniele Giorgini Federico Torresi        | 6-1, 6-4         |
| 2003 | Manuel Jorquera Frank Moser       | Rodolphe Cadart Dudi Sela                | 6-4, 7-5         |